# Saint-Bérain
För andra betydelser, se Saint-Berain.
Saint-Bérain är en kommun i departementet Haute-Loire i regionen Auvergne-Rhône-Alpes i centrala Frankrike. Kommunen ligger i kantonen Langeac som tillhör arrondissementet Brioude. År 2022 hade Saint-Bérain 90 invånare.

## Befolkningsutveckling
Antalet invånare i kommunen Saint-Bérain
| Referens: INSEE |